# Kaciaryna Karsten
Kaciaryna Anatoljeuna Karsten z domu Chadatowicz (biał. Кацярына Анатольеўна Карстэн (Хадатовіч); ros. Екатерина Анатольевна Карстен (Ходото́вич) Jekatierina Anatoljewna Karsten (Chodotowicz)), ur. 2 czerwca 1972 roku w Asieczanie) – białoruska wioślarka, siedmiokrotna olimpijka, dwukrotna mistrzyni olimpijska i mistrzyni świata.

## Kariera

### Mistrzostwa
Karierę zaczęła 1985 roku. Zdobyła złoto na Mistrzostwach Świata w jedynkach w 1997, 1999, 2005, 2006, 2007 i 2009, zajęła drugie miejsce w 2002 i 2010 roku i otrzymała brąz w 2001 i 2003. Wygrała Mistrzostwa Europy w roku 2009 i 2010, a także światowe mistrzostwa juniorów w 1990. 

### Igrzyska olimpijskie
Karsten zdobyła olimpijskie złoto w kategorii jedynek w Atlancie w 1996 i Sydney w 2000 roku . Na Letnich Igrzyskach Olimpijskich 2004 w Atenach zdobyła srebrny medal, a w 2008 w Pekinie zdobyła brąz. 

### Obecnie
Obecnie mieszka w Poczdamie, gdzie trenuje wraz z mężem.

## Osiągnięcia
- Mistrzostwa Świata – Wiedeń 1991 – dwójka podwójna – 3. miejsce.
- Igrzyska Olimpijskie – Barcelona 1992 – czwórka podwójna – 3. miejsce.
- Mistrzostwa Świata – Račice 1993 – dwójka podwójna – 7. miejsce.
- Mistrzostwa Świata – Indianapolis 1994 – dwójka podwójna – 5. miejsce.
- Mistrzostwa Świata – Tampere 1995 – jedynka – 7. miejsce.
- Igrzyska Olimpijskie – Atlanta 1996 – jedynka – 1. miejsce.
- Mistrzostwa Świata – Aiguebelette 1997 – jedynka – 1. miejsce.
- Mistrzostwa Świata – St. Catharines 1999 – jedynka – 1. miejsce.
- Igrzyska Olimpijskie – Sydney 2000 – jedynka – 1. miejsce.
- Mistrzostwa Świata – Lucerna 2001 – dwójka podwójna – 3. miejsce.
- Mistrzostwa Świata – Lucerna 2001 – jedynka – 3. miejsce.
- Mistrzostwa Świata – Sewilla 2002 – czwórka podwójna – 3. miejsce.
- Mistrzostwa Świata – Sewilla 2002 – jedynka – 2. miejsce.
- Mistrzostwa Świata – Mediolan 2003 – czwórka podwójna – 2. miejsce.
- Mistrzostwa Świata – Mediolan 2003 – jedynka – 3. miejsce.
- Igrzyska Olimpijskie – Ateny 2004 – jedynka – 2. miejsce.
- Mistrzostwa Świata – Gifu 2005 – jedynka – 1. miejsce.
- Mistrzostwa Świata – Gifu 2005 – ósemka – 7. miejsce.
- Mistrzostwa Świata – Eton 2006 – jedynka – 1. miejsce.
- Mistrzostwa Świata – Monachium 2007 – jedynka – 1. miejsce.
- Igrzyska Olimpijskie – Pekin 2008 – jedynka – 3. miejsce.
- Mistrzostwa Świata – Poznań 2009 – jedynka – 1. miejsce.
- Mistrzostwa Europy – Brześć 2009 – jedynka – 1. miejsce.
- Mistrzostwa Europy – Montemor-o-Velho 2010 – jedynka – 1. miejsce.
- Mistrzostwa Świata – Karapiro 2010 – jedynka – 2. miejsce.
- Mistrzostwa Świata – Bled 2011 – jedynka – 2. miejsce.